# Glossophaga soricina
El murciélago siricotero de Pallas (Glossophaga soricina), es un microquiroptero de la familia de los filostómidos. Estos mamíferos voladores se comportan de manera similar a los colibríes, pues tienen una habilidad sorprendente y un sentido de ubicación único gracias a su sistema de ecolocalización, además de un olfato supremamente desarrollado que les permite encontrar el néctar de las flores en la noche. 

## Descripción
Presentan un relativo dimorfismo sexual, con la hembra de mayor tamaño y peso.

### Pelaje
La parte dorsal es de color café rojizo hasta café parduzco (en raras ocasiones es café oscuro), algunas veces está ligeramente escarchado sobre la parte inferior de la espalda. La parte ventral es más descolorida, de color café grisáceo con un escarchado pálido. El pelaje es bicolor (o tricolor si las puntas son escarchadas), la base de los pelos es blancuzca.

### Cabeza
El hocico es alargado, la mandíbula inferior es casi del mismo tamaño que la mandíbula superior. La lengua es muy larga y angosta. La hoja nasal es bastante pequeña (la lanceta mide cerca de 4 mm), la herradura de la hoja nasal está fusionada al labio superior. La barbilla es acanalada y está bordeada por cojinetes son bordes en forma de sierra (parecen verrugosos). Tienen 4 incisivos inferiores, en contacto uno con otro. Además cuatro incisivos superiores pequeños, casi del mismo tamaño y procumbentes.

## Comportamiento
Presenta una alta territorialidad y gusta de mantenerse en árboles. Además son adaptables a las condiciones que se le presentan en las grandes ciudades. Su reproducción es extendida y las hembras son capaces de dar lactancia hasta dos meses.

## Alimentación
Se alimentan de néctar, insectos y frutos. En los bananales, producen daños a las manos de bananos, las cuales rayan con sus uñas, lo que hace que la fruta no califique para ser exportada.
También se alimentan del néctar de las flores del guabo de monte y la polinizan.

## Hábitat
Viven en bosques de galería, bosques secos, bosques húmedos y en plantaciones de banano.

## Distribución
Desde México hasta Guyanas, sureste de Brasil, norte de Argentina, Perú; Isla Margarita (Venezuela), Trinidad, Grenada (Antillas Menores) y Jamaica. Desde las tierras bajas hasta los 2.600 m s. n. m.